# Chesterfield Presents
Chesterfield Presents è una serie televisiva statunitense in 5 episodi trasmessi per la prima volta nel corso di una sola stagione nel 1952.
È una serie di tipo antologico in cui ogni episodio rappresenta una storia a sé. Gli episodi sono storie di genere drammatico. Fu prodotta e trasmessa dalla NBC. La serie è conosciuta anche con il titolo Dramatic Mystery.

## Episodi
| Stagione       | Episodi | Prima TV USA |
| -------------- | ------- | ------------ |
| Prima stagione | 5       | 1952         |